# Richard Gordon
Pour les articles homonymes, voir Gordon.
Richard Francis Gordon Junior, dit Dick Gordon, est un astronaute américain né le 5 octobre 1929 à Seattle et mort le 6 novembre 2017 à San Marcos (Californie).

## Biographie
Après un diplôme de chimie obtenu à l'université de Washington en 1951, Richard Gordon s'engagea dans l'US Navy et obtint ses ailes de pilote en 1953.
En 1957, il devint pilote d'essai. Il fut recruté par la NASA en 1963, dans le troisième groupe d'astronautes.

## Vols réalisés
- 12 septembre 1966 : il est le pilote du vol Gemini 11
- 14 novembre 1969 : il est le pilote du module de commande d'Apollo 12, deuxième mission déposant des hommes sur la Lune.

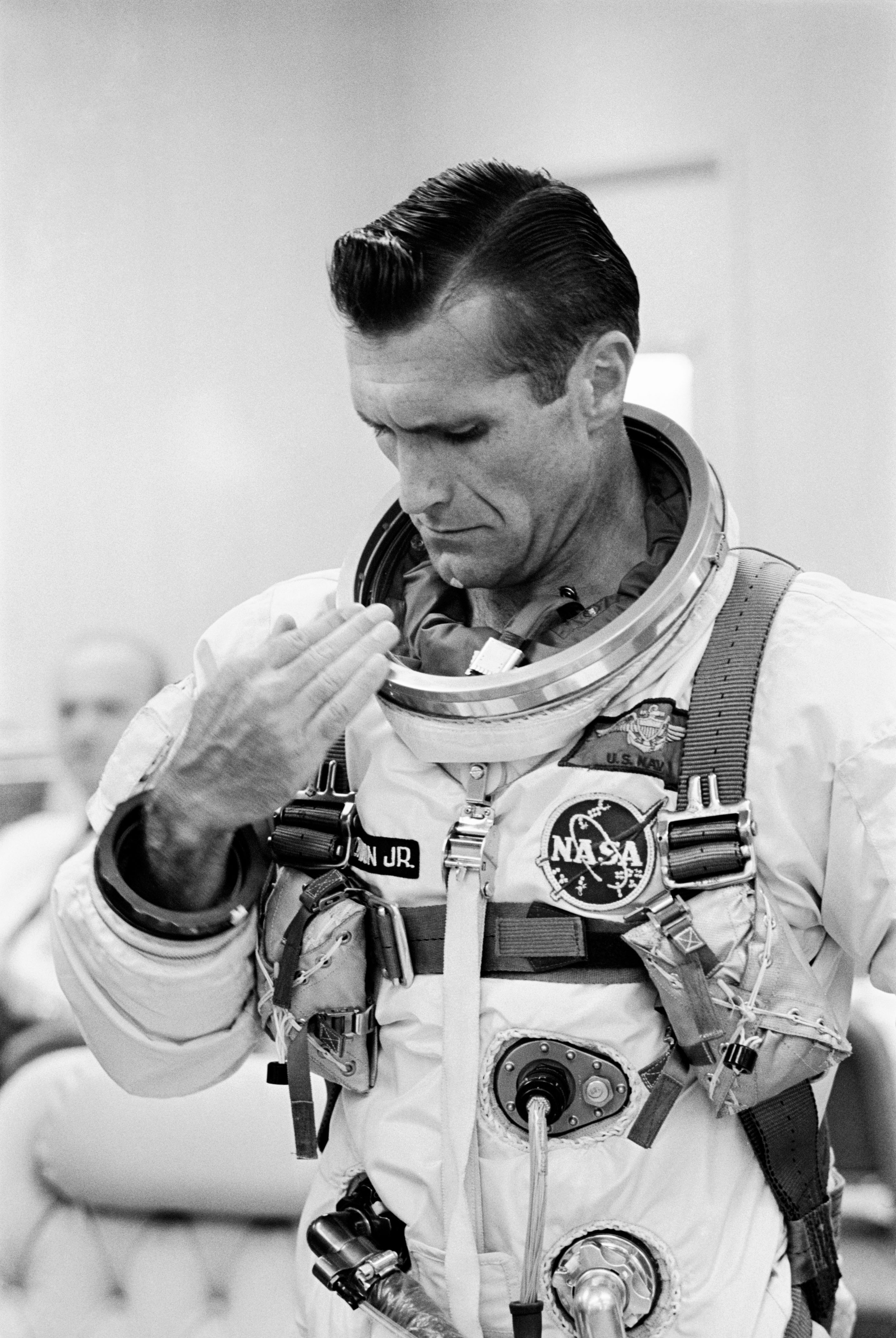
Richard Gordon se préparant pour le vol Gemini 11.

Richard Gordon avait été sélectionné pour voler sur la mission Apollo 18, finalement annulée par la NASA en raison de compressions budgétaires.
Il a également été pilote de réserve pour Gemini 8, le Commandement de réserve, pilote du module Apollo 9 et commandant de réserve pour Apollo 15.

## Distinction
- Médaille du service distingué de la NASA (États-Unis) 1970

## Décès/Obsèques
Richard Gordon décède le 6 novembre 2017. Il est inhumé au cimetière d'Arlington.